# Traité de Moscou (1940)
Pour les articles homonymes, voir Traité de Moscou.
Le traité de paix de Moscou fut signé par la Finlande et l'Union soviétique le 12 mars 1940. Il marque la fin de la guerre d'Hiver et marque le début de la Grande Trêve.

## Éléments de contexte
Le 29 janvier 1940, au cours de la guerre d'Hiver, alors que le conflit soviéto-finlandais était en train de s'enliser, le gouvernement finlandais reçut une première forme de proposition de traité de paix avec conditions compensatoires de la part de l'Union soviétique. L'Union soviétique use à cette occasion de l'entremise diplomatique de la Suède. Jusqu'alors, l'Armée rouge avait combattu dans le but d'occuper toute la Finlande.
Toutefois, au point où en était arrivée la situation militaire, les Soviétiques étaient prêts à tempérer leurs ardeurs. Les exigences de Moscou se limitèrent alors à la cession de l'isthme de Carélie (y compris la ville de Viipuri) ainsi que la rive finlandaise du lac Ladoga. L'Union soviétique souhaitait également louer pendant trente ans la péninsule de Hanko, afin d'y établir une base navale.
La Finlande rejeta ces conditions, et intensifia ses demandes auprès de la Suède, de la France et du Royaume-Uni afin qu'ils lui envoient des renforts constitués cette fois de troupes régulières. Bien que la Finlande n'eut à long terme aucune chance face à un pays immensément plus grand et puissant, les rapports en provenance du front permettaient toujours aux Finlandais de croire au miracle. Ceux-ci attendirent néanmoins une intervention de la Société des Nations.
En effet, des signes encourageants, bien qu'inconstants, parvinrent de la France et du Royaume-Uni, ainsi que l'attente plus réaliste d'un envoi de troupes de la part de la Suède, avec laquelle des plans et des exercices combinés avaient eu lieu durant les années 1930, constituaient autant de raisons pour que la Finlande ne se jette pas sur des pourparlers de paix.
En février 1940, le commandant en chef finlandais, le maréchal Mannerheim exprima son pessimisme quant à l'évolution de la situation militaire, demandant le 29 février de se lancer dans des négociations de paix. Ce jour correspondait au début de l'offensive soviétique sur Viipuri.

## Des conditions difficiles
Le 6 mars, une délégation finlandaise, conduite par le premier ministre Risto Ryti arriva à Moscou. Au moment des négociations, l'Armée rouge parvint à faire céder la ligne de front dans le secteur de Tali et s'apprêtait à encercler Viipuri.
L'accord de paix fut signé au soir du 12 mars, heure d'Helsinki, soit à une heure du matin du 13 mars à l'heure soviétique. Les combats cessèrent à 11 heures du matin, heure finlandaise.
La Finlande fut contrainte par le traité de céder à l'URSS la quasi-totalité de la Carélie finlandaise (constituant le cœur industriel de la Finlande d'alors, y compris Viipuri, deuxième ville du pays ; au total, presque 10 % du territoire national), bien qu'en sa grande majorité elle fut encore sous contrôle de l'armée finlandaise lors de la signature. 422 000 Caréliens, soit 12 % de la population finlandaise, se voyaient ainsi dépossédés de leur foyer. Les troupes et les civils qui stationnaient dans la région au moment du cessez-le-feu furent rapatriés précipitamment en deçà de la nouvelle frontière.
À l'opposé, de façon surprenante, la région de Petsamo, que les Soviétiques avait conquise, resta dans le giron finlandais. Toutefois, le traité de paix stipulait que la Finlande devait garantir la liberté de passage des civils soviétiques au travers de ce territoire jusqu'en Norvège.
La Finlande dut concéder une partie de la région entourant Salla, la partie finlandaise de la péninsule de Kalastajansaarento (péninsule de Rybatchi) sur la mer de Barents, ainsi que les îles de Suursaari, Tytärsaari, Lavansaari et Seiskari dans le golfe de Finlande. Enfin, la péninsule de Hanko dut être louée à l'Union soviétique pendant trente ans, afin qu'elle puisse y installer une base navale.
Contrairement à ce qui est communément admis, le traité de paix ne garantissait pas initialement aux Soviétiques le transfert de troupes par voie ferrée jusqu'à la base d'Hanko. Il fut réclamé seulement le 9 juillet 1941, lorsque la Suède fit savoir qu'elle accordait un droit de transit ferroviaire aux troupes allemandes vers la Norvège occupée.
Une autre clause du traité demandait que l'intégralité des matériels présents dans les territoires cédés devinssent propriété de l'État soviétique. Ainsi, la Finlande lui fournissait à son détriment 75 locomotives, 2 000 wagons, ainsi que de nombreux véhicules, voitures, camions et bateaux. La région industrielle d'Enso, située de manière manifeste du côté finlandais de la frontière définie par le traité, vint s'ajouter par la suite aux pertes territoriales de la Finlande.
Le nouveau tracé de la frontière n'avait rien d'arbitraire du point de vue soviétique.
- Avant la guerre, la Finlande était un des principaux producteurs de pâte à papier de qualité, ce qui constitue une matière première importante pour la fabrication des explosifs. En incluant dans son territoire les usines d'Enso, l'Union soviétique privait ainsi la Finlande de 80 % de sa capacité de production.
- La Finlande devait également céder le tiers de sa production en énergie hydroélectrique, principalement avec les usines hydroélectriques situées sur la Vuoksi, source d'énergie vitale pour Leningrad où les usines souffraient de pannes d'électricité à répétition.
- La nouvelle frontière correspondait au point de vue doctrinaire soviétique en matière de défense, qui prévoyait de porter au maximum les combats sur le sol ennemi, ce au moyen de contre-attaques rapides et de frappes préventives en profondeur. Avec cette doctrine, une frontière ne doit idéalement pas permettre à l'ennemi de se retrancher derrière des défenses naturelles. Donc plutôt que de faire passer la nouvelle ligne de démarcation sur une frontière naturelle, comme la baie de Viipuri ou la région marécageuse de l'isthme entre le lac Saimaa et le lac Ladoga, le nouveau tracé passait bien à l'ouest de ces obstacles. Toutefois, de telles positions pouvaient également être très facilement encerclées et difficile à ravitailler. L'Armée rouge allait vite l'apprendre à ses dépens.

Les Finlandais furent assommés par les termes de cette paix chèrement payée. Il leur semblait ainsi que la paix leur faisait perdre plus de territoires que la guerre, et les zones perdues correspondaient plus ou moins aux parties les plus riches de la Finlande :
- Une bonne partie de la zone la plus peuplée de ce qui restait de la Finlande était reliée au reste du monde par le canal de Saimaa. Cette voie de communication était toutefois maintenant coupée à Vyborg, là où il était censé déboucher sur le golfe de Finlande.
- La partie sud des zones perdues correspondait au cœur industriel de la Finlande.
- La Carélie est considérée comme le berceau de la culture finnoise. Avant la guerre d'Hiver, la souveraineté de l'Union soviétique sur la Carélie orientale, ainsi que les atrocités qui y étaient orchestrées par le régime stalinien, constituaient une source importante du ressentiment finlandais à l'égard des Soviétiques. Par le traité de paix, le reste de la Carélie échappait alors à la Finlande. Ainsi débuta la question carélienne, qui envenima longtemps les rapports entre les deux pays.

La sympathie de la part du reste du monde aura donc été de bien peu de secours pour la Finlande. De ce fait, les Finlandais furent nombreux dès lors à considérer les autres nations avec une amère déception, notamment à l'égard des Suédois, qui donnèrent de pleins discours de sympathie mais n'accomplirent aucune de leurs obligations afin de soutenir concrètement la Finlande dans la guerre.
Pour le meilleur et pour le pire, les termes du traité de paix poussèrent les Finlandais à rechercher de l'aide du côté allemand, et beaucoup d'entre eux considéraient la revanche comme justifiée et nécessaire. Enfin, cela peut être considéré comme une condition nécessaire à la survie de la Finlande à la Seconde Guerre mondiale en tant que nation indépendante.
Un an plus tard, en juin 1941, les hostilités reprirent lors de la guerre de Continuation, après la Grande Trêve.